# Asia Rugby Championship 2022
Asia Rugby Men's Championship 2022 – szósta edycja corocznego turnieju Asia Rugby Men's Championship organizowanego przez Asia Rugby dla najlepszych azjatyckich męskich reprezentacji rugby union, w celu wyłonienia mistrza kontynentu. Turniej stanowił jednocześnie etap kwalifikacji do Pucharu Świata w Rugby 2023. Zorganizowano go od 4 czerwca do 9 lipca 2022 z udziałem trzech drużyn, a zwycięzcą została trzeci raz z rzędu reprezentacja Hongkongu.

## Organizacja i system rozgrywek
Turniej rozegrano w 2022 po trzyletniej przerwie spowodowanej pandemią COVID-19. W 2020 Asia Rugby odwołało wszystkie swoje imprezy. W 2021 rozgrywki (mające być jednocześnie etapem kwalifikacji do Pucharu Świata w Rugby 2023) zaplanowano od 5 maja do 26 czerwca 2021 w formie turnieju rozgrywanego przez reprezentacje Hongkongu, Korei Południowej i Malezji systemem kołowym, mecz i rewanż. Turniej nie doszedł do skutku w planowanym terminie z powodu pandemii COVID-19. Przeniesiono go na listopad 2021 i zmieniono formułę: zaplanowano jedną turę meczów (bez rewanżów), w tylko jednej lokalizacji. W tym terminie ponownie się nie odbył, a wstępnie zaplanowano go ponownie na styczeń 2022, znów systemem kołowym, mecz i rewanż. Po kolejnym fiasku organizacji następny termin wyznaczono na przełom maja i czerwca 2022 (ponownie bez rewanżów). W kwietniu 2022 wycofanie się z rywalizacji z powodu obostrzeń związanych z pandemią uniemożliwiających przygotowanie się do turnieju ogłosiła federacja Hongkongu, jednak pod koniec tego samego miesiąca federacja azjatycka ogłosiła nowy format rozgrywek z jej uwzględnieniem. Turniej zaplanowano jako składający się z dwóch spotkań – pierwszego pomiędzy Koreą Południową i Malezją, rozgrywanego na początku czerwca w Korei, oraz drugiego, finałowego, rozgrywanego na początku lipca pomiędzy zwycięzcą pierwszego meczu oraz Hongkongiem (ze zwycięzcą pierwszego spotkania jako gospodarzem).

## Drabinka turniejowa
|  |                  |                  |          |                  |                  |          |          |       |
|  | Półfinał         | Półfinał         | Półfinał |                  |                  | Finał    | Finał    | Finał |
|  | Półfinał         | Półfinał         | Półfinał |                  |                  | Finał    | Finał    | Finał |
|  |                  |                  |          |                  |                  |          |          |       |
|  |                  |                  |          |                  |                  |          |          |       |
|  |                  |                  |          | Korea Południowa | Korea Południowa | 21       |          |       |
|  |                  |                  |          | Korea Południowa | Korea Południowa | 21       |          |       |
|  | Korea Południowa | Korea Południowa | 55       |                  |                  | Hongkong | Hongkong | 23    |
|  | Korea Południowa | Korea Południowa | 55       |                  |                  | Hongkong | Hongkong | 23    |
|  | Malezja          | Malezja          | 10       |                  |                  |          |          |       |
|  | Malezja          | Malezja          | 10       |                  |                  |          |          |       |

## Mecze
| 4 czerwca 202216:30 KST | Korea Południowa | 55:10(22:3) | Malezja                                                                                             | Namdong Asiad Rugby Field, Inczon Widzów: 500 Sędzia: Craig Chan |
| 4 czerwca 202216:30 KST | Gwong Min Kim 10 (2P), Kimin Kim 9 (3pd K), Jimyeong Oh 6 (3pd), Hyoun Soo Kim 5 (P), Yong Heung Chang 5 (P), Yeonsik Jeong 5 (P), Seongdeok Choi 5 (P), Dahyeon Shin 5 (P), Minseong Chae 5 (P) | 55:10(22:3) | Etonia Vaqa Saukuru 5 (P), Muhammad Azwan Zuwairi Bin Mat Zizi 3 (K), Mohamad Faris Bin Pead 2 (pd) | Namdong Asiad Rugby Field, Inczon Widzów: 500 Sędzia: Craig Chan |

| 9 lipca 202217:00 KST | Korea Południowa                                                  | 21:23(0:15) | Hongkong | Namdong Asiad Rugby Field, Inczon Widzów: 1002 Sędzia: Tasuku Kawahara |
| 9 lipca 202217:00 KST | Jimyeong Oh 11 (pd 3K), Seongdeok Choi 5 (P), Gwong Min Kim 5 (P) | 21:23(0:15) | Alex Post 5 (P), Matthew Worley 5 (P), Glyn John Hughes 5 (pd K), Nathan Waata De Thierry 5 (P), Gregor McNeish 3 (K) | Namdong Asiad Rugby Field, Inczon Widzów: 1002 Sędzia: Tasuku Kawahara |
| 9 lipca 202217:00 KST | Matthew Worley · Charles Higson-Smith                             | 21:23(0:15) | | Namdong Asiad Rugby Field, Inczon Widzów: 1002 Sędzia: Tasuku Kawahara |